# 埃米爾·斯特勒伊努
埃米爾·斯特勒伊努（羅馬尼亞語：Emil Străinu，1957年4月30日—）是羅馬尼亞政治人物、退役將軍、作家、幽浮學家，曾任大羅馬尼亞黨主席。
他著有數十本書籍，曾代表羅馬尼亞出席了60多個國家的代表大會和研討會，並出現在400多個廣播和電視節目中。亦是不明空中現象研究協會的創始成員之一。

## 生平
埃米爾·斯特勒伊努出生於布加勒斯特。
2015年10月31日，他在大羅馬尼亞黨第六屆大會上當選為該黨主席，直至2016年3月31日辭去黨主席的職務。
斯特勒伊努也是幽浮學的研究者，撰有不少相關著作。在其中一本書的序言裡，他轉述其一位朋友在雷泰扎特山脈目擊兩個爬蟲人的事件。